# Mill Creek (Cuyahoga River)
Der Mill Creek (englisch für „Mühlbach“) ist ein kleiner Fluss in den südlichen Vororten von Cleveland in Ohio. Er ist 19,6 km lang und hat ein Einzugsgebiet von ungefähr 49 km².
Der Bach entspringt in einem Wohngebiet an der Gemeindegrenze von Shaker Heights und Beachwood. Zuerst fließt er durch zwei Golfplätze und diverse Vororte in südwestliche und westliche Richtung. Dann wechselt er die Richtung und fließt im Bereich der Stadt Garfield Heights nach Nordwesten, bis der kleine Fluss das Stadtgebiet von Cleveland erreicht. Kurz darauf macht er abermals eine scharfe Richtungsänderung und verlässt die Stadt Cleveland gleich wieder in Richtung Süden. Der Mill Creek mündet schließlich in den Cuyahoga River, knapp vor der Mündung überspannt ein Aquädukt des historischen Ohio-Erie-Kanals das Gewässer.
Am Mill Creek befindet sich der höchste Wasserfall des Cuyahoga Countys. Da wo sich der Fluss nach Süden ins Tal des Cuyahoga wendet, überwindet er bei den Mill Creek Falls oder Cataract Falls (41° 26′ 43″ N, 81° 37′ 31″ W) etwa 14 Höhenmeter. Hier begann auch die industrielle Entwicklung des Countys als 1799 Wheeler W. Williams und Ezra Wyatt die natürlichen Gegebenheiten für den Bau des ersten Sägewerks in der Connecticut Western Reserve nutzten.
Aufgrund seines Verlaufs durch städtisches Gebiet hat der Mill Creek kaum naturnahe Bereiche. Wesentliche Teile des Gewässers verlaufen entlang von Straßen und Bahnlinien, kanalisiert in Flussbetten aus Beton oder gar unterirdisch. Naturnahe Ufer und Feuchtgebiete sind noch stellenweise vorhanden. Die Wasserqualität wird durch mangelhafte Kanalisation angrenzender Wohngebiete negativ beeinflusst, dazu kommen Schadstoffe, welche bei Regenfällen von nahen Industrieflächen in den Mill Creek geschwemmt werden.
Insgesamt haben neun Städte und Ortschaften Anteil am Einzugsgebiet des Mill Creeks: Beachwood, Cleveland, Cuyahoga Heights, Garfield Heights, Highland Hills, Maple Heights, North Randall, Shaker Heights und Warrensville Heights.